# Rubus vernus
Rubus vernus es una especie de planta del género Rubus, perteneciente a la familia Rosaceae.

## Taxonomía
Rubus vernus fue descrita por Wilhelm Olbers Focke en 1877.

## Distribución
Se encuentra en el territorio de Japón.